# Alain Klarer
Alain Klarer est un réalisateur suisse né en 1949 à Neuchâtel.

## Biographie
Alain Klarer suit des études d'ethnologie dans sa ville natale et de cinéma à la « London Film School ». Il devient l'assistant d'Alain  Tanner et signe en 1978 son premier film, le moyen métrage Horizonville.
Il réalise notamment des documentaires pour la télévision.
Son premier long métrage de fiction, L'Air du crime, est présenté au Festival international du film de Locarno en 1984.
Alain Klarer travaille également à plusieurs reprises comme ingénieur du son avec le documentariste Richard Dindo.

## Filmographie
- 1978 : Horizonville
- 1984 : L'Air du crime
- 1987 : On The Road With Robert Frank
- 1988 : Bailey House To Live As Long As You Can
- 1991 : Ailleurs et ici 1921-1983
- 1996 : Around The Block